# Гелен Мальборо
Ге́лен Ма́льборо (англ. Helen Marlborough; 1867—1955) — акторка німого кінематографу США.

## Життєпис
Гелен Віола Ґлісон (англ. Helen Viola Gleason) народилася в 1867 році в Каліфорнії. Виступала в театральних виставах у 1880-х роках. Зіграла кілька ролей маленької пухкої жінки в німих фільмах, зокрема блискуче виконала роль місіс Райт в фільмі «Не випускай з уваги» режисера Сесіля Де Мілля кінокомпанії Джессі Ласкі в 1915 році, після чого знялась ще у двох фільмах 1916 року.
Померла 1955 року в Пасадені.

### Вибрана фільмографія
- 1915 — Не випускай з уваги / The Wild Goose Chase — місіс Райт